# ادورجان
ادورجان (به لاتین: Adorjan}} یک منطقهٔ مسکونی در صربستان است که در North Banat District واقع شده‌است.

## خصوصیات
ادورجان ۱٬۱۲۸ نفر جمعیت دارد و ۷۹ متر بالاتر از سطح دریا واقع شده‌است.